# Тараба
Тараба е един от 36-те щата на Нигерия. Площта му е 58 795 квадратни километра, а населението – 3 066 800 души (по проекция за март 2016 г.). Създаден е на 27 август 1991 г. Щатът е кръстен на река Тараба, която прекосява южната част на щата. Щатът е разделен допълнително на 16 местни правителствени зони.
В Тараба се намира най-големия полигон на американската армия в Африка. На него се провеждат изпитания на танкове, джипове и оръдейни системи. Близките селища са изселени към другите щати и затова Тараба е най-рядко населения щат на Нигерия, макар че е един от най-големите. През 1961 година тук има въстание на племената банту срещу вдигането на цените на ориза, което е смазано от управляващата военна хунта.